# Nuevo Casas Grandes
Nuevo Casas Grandes är en ort i kommunen Nuevo Casas Grandes i norra Mexiko och är belägen längs floden Casas Grandes i delstaten Chihuahua. Folkmängden uppgår till cirka 60 000 invånare.